# Myxilla mirabilis
Myxilla mirabilis är en svampdjursart som först beskrevs av Thomas Whitelegge 1907.  Myxilla mirabilis ingår i släktet Myxilla och familjen Myxillidae. Inga underarter finns listade i Catalogue of Life.